# Дашково (Псковская область)
Дашково — деревня в Себежском районе Псковской области России. Входит в состав сельского поселения «Себежское».

## География
Находится на юго-западе региона, в южной части района, примерно в 35 км к юго-востоку от города Себеж, вблизи деревни Большое Дроздово, в лесной местности на западном прибрежье озера Большое Олбито. Деревня расположена около государственной границы с Белоруссией.
Уличная сеть не развита.
Окружена молодым мелколиственным лесом, преимущественно вторичным, с преобладанием ольхи серой, берёзы бородавчатой, осины; есть единичные крупные дубы.
Почва в основном суглинистая.
В окрестностях часто встречаются заяц-русак, косули, лисы, кабаны, еноты, куницы.

## История
В 1802—1924 годах земли поселения входили в Себежский уезд Витебской губернии.
В 1941—1944 гг. местность находилась под фашистской оккупацией войсками Гитлеровской Германии.
В 1995—2005 годах деревня Дашково входила в состав Осынской волости (ранее Осынского сельсовета), в 2005—2011 годах относилась к Долосчанской волости Себежского района.
До 1 января 2011 года деревня Дашково входила в ныне упразднённую Долосчанскую волость. В 2010 году, согласно Закону Псковской области от 03.06.2010 № 984-ОЗ, деревня Дашково после объединения пяти волостей (Долосчанской, Глембочинской, Дубровской, Лавровской и Томсинской) вошла в образованное муниципальное образование «Себежское сельское поселение».

## Население
| 2001 | 2002 | 2010 |
| ---- | ---- | ---- |
| 5    | ↗8   | ↘5   |

Согласно результатам переписи 2002 года, в национальной структуре населения русские составляли 87 % от общей численности в 8 чел..

## Инфраструктура
Развито личное подсобное хозяйство, любительское рыболовство.

## Транспорт
Деревня доступна по просёлочным дорогам.
Автомобильная дорога общего пользования местного значения Осыно — Дашково (идентификационный номер 58-254-870 ОП МП 58Н-050), протяженностью в 9 км.